# Publiusz Klaudiusz Pulcher (konsul 249 p.n.e.)
Publius Claudius Pulcher – członek patrycjuszowskiego rodu Klaudiuszów, jednego z najbardziej wpływowych w okresie republiki. Od niego bierze początek gałąź Klaudiuszów Pulcher. Syn Appiusza Klaudiusza Kaudeksa (Appius Claudius Caudex), konsula w 264 r. p.n.e. edyl w 253 p.n.e. 
Jako konsul Publiusz w 249 p.n.e. w czasie I wojny punickiej zaatakował flotę Kartagińską pod Drepanum (dzisiejsze Trapani) na Sycylii. Został pobity tracąc 93 okręty ze 120. Uważano, że porażkę spowodował postępek Klaudiusza, który święte kurczaki używane do wróżenia wyniku bitwy, a które nie chciały jeść, co uważano za złą wróżbę, kazał wyrzucić do morza mówiąc "niech piją, skoro nie chcą jeść". Został odwołany do Rzymu i polecono mu wyznaczyć dyktatora. Pogardliwie dla senatu wyznaczył na dyktatora swojego podwładnego Marka Klaudiusza Glycjasza. Oskarżony o niekompetencję został uznany za winnego. Zmarł krótko potem, prawdopodobnie śmiercią samobójczą.
Jego synem był Appiusz Klaudiusz Pulcher, konsul w 212 p.n.e.